# Samoa Joe
Nuufolau Joel Seanoa (né le 17 mars 1979 dans le Comté d'Orange en Californie) est un catcheur américain. Il travaille à la All Elite Wrestling et la Ring of Honor, sous le nom de Samoa Joe. Il est l'actuel champion du monde Trios avec Katsuyori Shibata et Powerhouse Hobbs.
Il est aussi connu pour son travail à la World Wrestling Entertainment.
Il s'est auparavant fait connaitre à la Ring of Honor au début des années 2000, où il remporte le championnat du monde ainsi que le championnat Pure. Il rejoint ensuite la Total Nonstop Action Wrestling où il détient à cinq reprises le championnat de la division X, est double champion par équipe une première fois tout seul en 2007 puis avec Magnus en 2012 (avec qui il devient aussi champion par équipe Global Honored Crowned de la Pro Wrestling NOAH) et devient champion du monde poids-lourds et champion de télévision. Il rejoint ensuite la World Wrestling Entertainment et plus précisément NXT où il a remporté trois fois le championnat de la NXT et deux fois le championnat des États-Unis.

## Carrière

### Jeunesse et débuts (1999-2002)
La famille de Seannoa fonde une troupe de danse polynésienne et dès l'âge de cinq ans, Nuufolau apparaît avec les danseurs au cours de la cérémonie d'ouverture des Jeux olympiques d'été de 1984. Adolescent, il pratique le judo où il devient champion Junior de l'état de Californie en plus d'être joueur de l'équipe de football américain de son lycée.
En septembre 1999, il commence à s'entraîner pour devenir catcheur auprès de Johnny Hemp, Cincinatti Red et de John Delayo à l'UIWA West Coast Dojo, une école de catch de Californie, et fait ses débuts en tant que catcheur en décembre sous le nom de Samoa Joe. Il rejoint ensuite l'Ultimate Pro Wrestling (UPW) en décembre 2000 et devient le 14 mars 2001 champion poids-lourds de l'UPW après sa victoire sur Christopher Daniels dans un match où le perdant quitte la fédération. Le 14 juin, alors qu'il lutte au Japon à la Pro Wrestling Zero1, il remporte le championnat intercontinental par équipe de la National Wrestling Alliance (NWA) avec Keiji Sakoda (en), ce règne prend fin le 9 juillet quand Howard Brody, le président de la NWA, déclare que Steve Corino et Mike Rapada sont les nouveaux champions,. Il retourne aux États-Unis où il perd son titre de champion poids-lourds de l'UPW le 27 novembre face à Mikey Henderson.

### Ring of Honor(2002-2005)
Il rejoint la Ring of Honor (ROH), une fédération basée en Pennsylvanie, le 5 octobre 2002 au cours de la première édition de Glory by Honor où il perd un Fight Without Honor (un match sans disqualification) face à Low Ki. Il fait ensuite équipe avec The Prophecy (Christopher Daniels et Donovan Morgan (en)) le 9 novembre et leur permet de conserver leur titre de champion par équipe de la ROH face à Doug Williams, Homicide et Low Ki. Le 28 décembre, il affronte American Dragon, Low Ki et Steve Corino dans un match pour désigner le challenger pour le championnat de la ROH mais cet affrontement se termine sans vainqueur après 45 minutes.
Il remporte ensuite deux matchs face à Bryan Danielson d'abord le 11 janvier 2003 puis le 8 février pour le premier anniversaire de la fédération,. Le 15 mars, il devient challenger pour le titre de champion de la ROH après avoir remporté un match l'opposant à Homicide, EZ Money et B.J. Whitmer et la semaine suivante il devient champion à la suite de sa victoire sur Xavier,. Il défend pour la première fois son titre le 12 avril dans un match l'opposant à Matt Striker, Tom Carter et Colt Cabana s'invitant dans ce match après sa victoire en quelques minutes face à Hotstuff Hernandez dans un match sans enjeu. Il participe à la tournée de la ROH en Angleterre qui le voit remporter le 17 mai un match pour le championnat de la ROH face à Zebra Kid, champion All England de la Frontier Wrestling Alliance qui co-organise cette tournée. Deux semaines après ce match et alors que la ROH revient de sa tournée, c'est face à Homicide qu'il défend avec succès son titre.
Le 26 décembre 2004 à Final Battle, il perd face à  Austin Aries, ne conservant pas son titre et mettant fin à un règne de 645 jours (le plus long de l'histoire du titre).

### Total Nonstop Action Wrestling (2005-2015)

#### Débuts, Double TNA X Division Champion et Diverses rivalités (2005-2007)

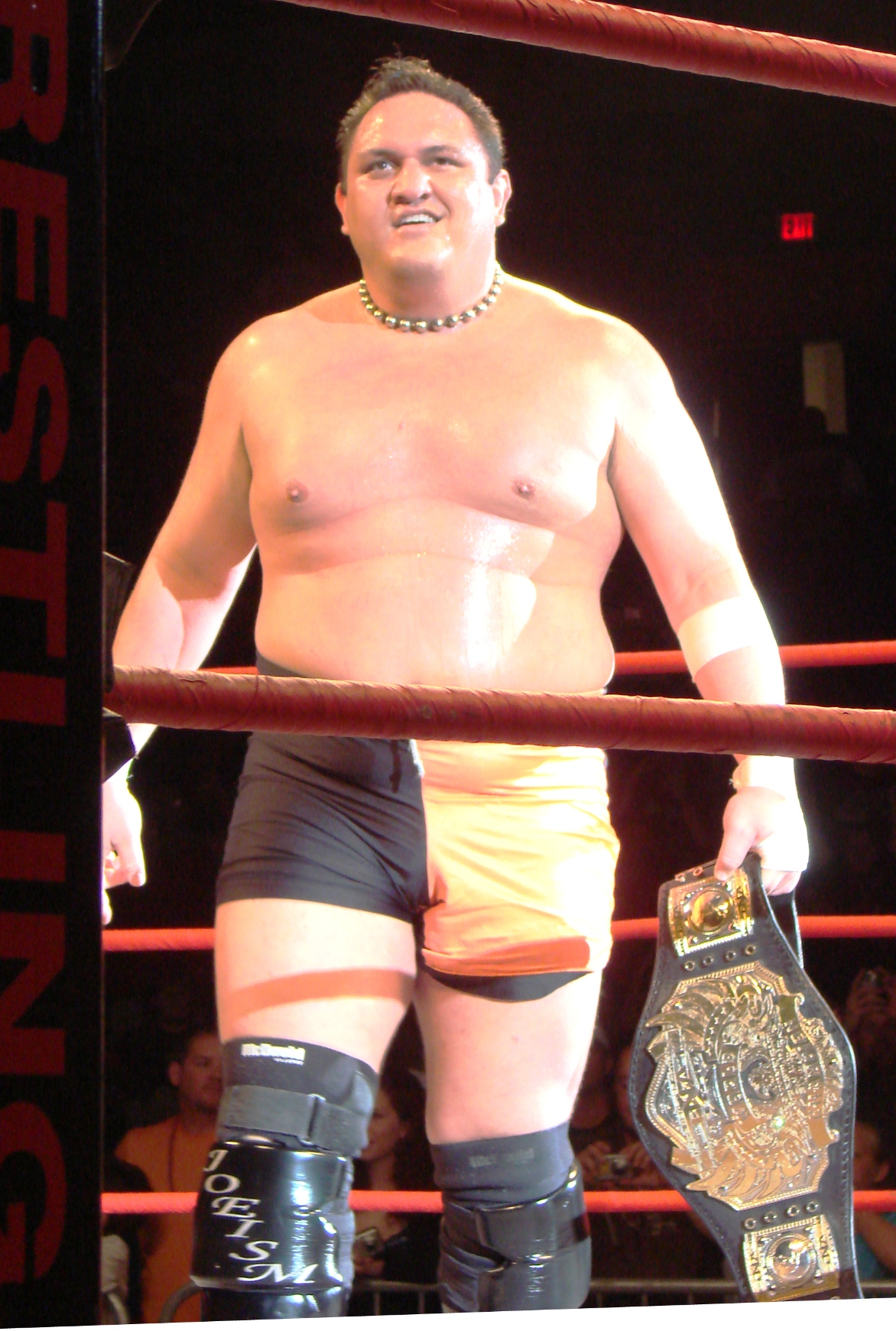
Samoa Joe en tant que TNA World Heavyweight Champion en 2008.

Le 14 juin 2005, Samoa Joe signe un contrat avec la Total Nonstop Action Wrestling (TNA) et arrive dans la division X Division.
Le 11 septembre, il gagne le championnat de la X Division contre A.J. Styles et Christopher Daniels à Unbreakable.
Le 12 mars 2006, il perd son titre face à Christopher Daniels dans un Ultimate X Match, qui incluait également A.J. Styles. Il le regagne le 13 avril avant de le reperdre le 22 juin face à Senshi dans un match qui incluait aussi Sonjay Dutt.
Le 18 juin à Slammiversary, il bat Scott Steiner. Le 16 juillet à TNA Victory Road, il ne devient pas challenger au NWA World Heavyweight Championship, battu par Sting dans un Fatal Four Way Match qui incluait aussi Scott Steiner et Christian Cage. Le 13 août à Hardcore Justice, il bat Rhyno et Monty Brown dans un Falls Count Anywhere Triple Threat match.
Le 24 septembre à TNA No Surrender, il bat Jeff Jarrett dans un Non Title Fan's Revenge Lumberjack Match. Le 22 octobre à Bound for Glory, il bat Abyss, Brother Runt et Raven dans un Monster's Ball Four Way Match.
Le 19 novembre à Genesis, il perd face à Kurt Angle par soumission. Le 10 décembre à Turning Point, il bat le même adversaire par soumission.
Le 14 janvier 2007 à Final Resolution, il reperd face au même adversaire dans un Iron Man Match de 30 minutes.
Le 15 avril à Lockdown, il est dans la Team Angle qui bat la Team Cage dans un Ten Man Tag Team Lethal Lockdown Steel Cage Match. Le 13 mai à Sacrifice, il bat A.J. Styles.

#### Triple TNA X Division Champion, TNA World Tag Team Champion avec Kurt Angle et TNA World Heavyweight Championship (2007-2008)
Le 21 juin à impact!, il remporte le TNA X Division Championship pour la troisième fois en battant Chris Sabin et Jay Lethal.
Le 15 juillet à Victory Road, il remporte, avec le champion du monde poids-lourd Kurt Angle, les TNA World Tag Team Championship en battant la Team 3D. Le 12 août à Hard Justice, il perd ses titres contre Kurt Angle dans un match où tous les titres étaient en jeu.
Le 9 septembre à No Surrender, il perd contre Christian Cage par disqualification. Le 14 octobre à Bound for Glory, il bat le même adversaire. Le 2 décembre à Turning Point, il gagne avec Eric Young et Kevin Nash contre A.J. Styles, Kurt Angle et Tomko.
Le 9 mars 2008 à Destination X, il gagne avec Kevin Nash et Christian Cage face à A.J. Styles, Kurt Angle et Tomko.
Le 13 avril lors de Lockdown, il bat Kurt Angle et remporte le TNA World Heavyweight Championship. Il parvient ensuite à conserver son titre 11 mai à Sacrifice face à Kaz et Scott Steiner dans un Triple Threat match, puis le 8 juin à Slammiversary dans le King Of The Mountain match face à Robert Roode, Booker T, Christian Cage et Rhyno.
Le 13 juillet lors de Victory Road, son match contre Booker T se finit en No-contest. Le 10 août à Hard Justice, il conserve son titre face à son même adversaire dans un Steel Cage Weapons match. Le 14 septembre à No Surrender, il conserve son titre dans un Three Ways To Glory match en battant Kurt Angle et Christian Cage grâce à une aide de Jeff Jarrett.
Le 12 octobre à Bound for Glory IV, il perd sa ceinture contre Sting avec une aide de Kevin Nash et se fait attaquer par le Main Event Mafia

#### Alliance avec la MEM et Quadruple TNA X Division Champion (2009-2012)

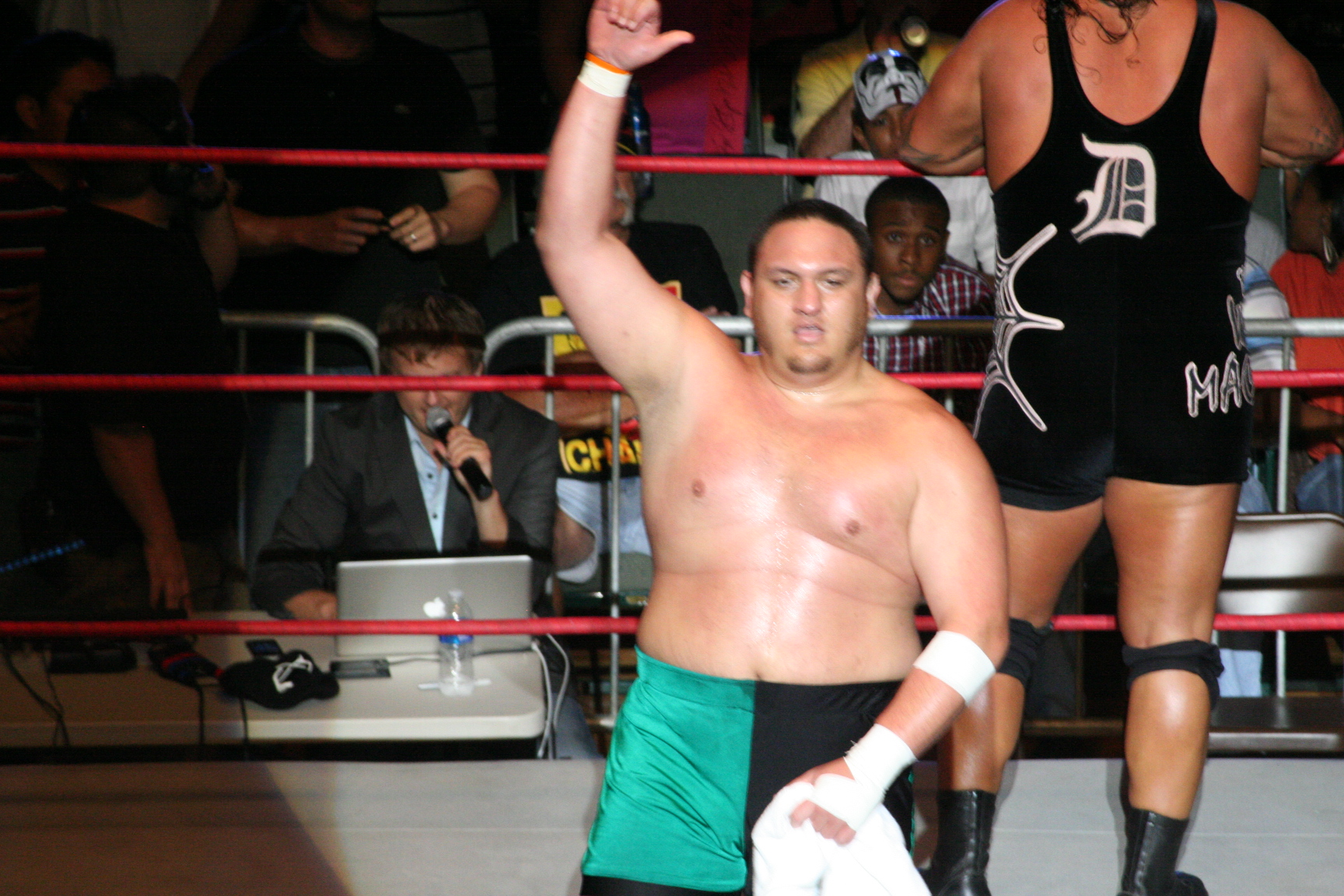
Joe en octobre 2010 à Impact.

Il fait son retour en février 2009, avec un tatouage à côté de l'œil et une nouvelle musique, remplaçant les tambours par du rap. Il effectue parallèlement un Face turn et gagne un match pour devenir le capitaine d'une équipe qui affrontera le Main Event Mafia à Lockdown mais préfère laisser sa place de capitaine au profit de Jeff Jarett. Par la suite, il attaque viollemment plusieurs catcheurs du Main Event Mafia.
Le 21 juin à TNA Slammiversary, il ne remporte pas le TNA World Championship, qu'il a offert à Kurt Angle dans un King Of The Mountain match, alors que les deux catcheurs se trouvaient en haut de l'échelle. Il effectue de ce fait un Heel Turn. Le match incluait aussi A.J. Styles, Jeff Jarrett et Mick Foley.
La semaine suivante à Impact, il se joint à la Main Event Mafia de Kurt Angle qui s'est débarrassé de Sting par la même occasion.
Le 16 août à Hard Justice, il bat Homicide et devient le nouveau Champion de la X Division.
Le 8 octobre, il perd son titre face à Amazing Red à la suite de l'intervention de Bobby Lashley.
Le 14 février 2010 à Against All Odds, il ne remporte pas le TNA World Heavyweight championship, battu par A.J. Styles.
Le 11 juillet à Victory Road, lui et Rob Terry perdent contre A.J. Styles et Kazarian. Il s'ensuit une rivalité avec Sting et Kevin Nash et fait alors équipe avec Jeff Jarrett.
Le 10 octobre à Bound For Glory, il fait équipe avec Jeff Jarrett et affronte The Pope, Kevin Nash et Sting dans un 3-on-2 Handicap Match. Mais alors qu'il allait faire un tag avec Jarrett, celui-ci le trahit et fait un heel turn.
Le 13 février 2011 lors de Against All Odds, il bat The Pope D'Angelo Dinero.
Le 17 avril lors de Lockdown, il bat D'Angelo Dinero dans un match en cage.
Le 12 juin lors de Slammiversary IX, il perd contre Crimson, lui serre la main à la fin du match et effectue un Face turn.

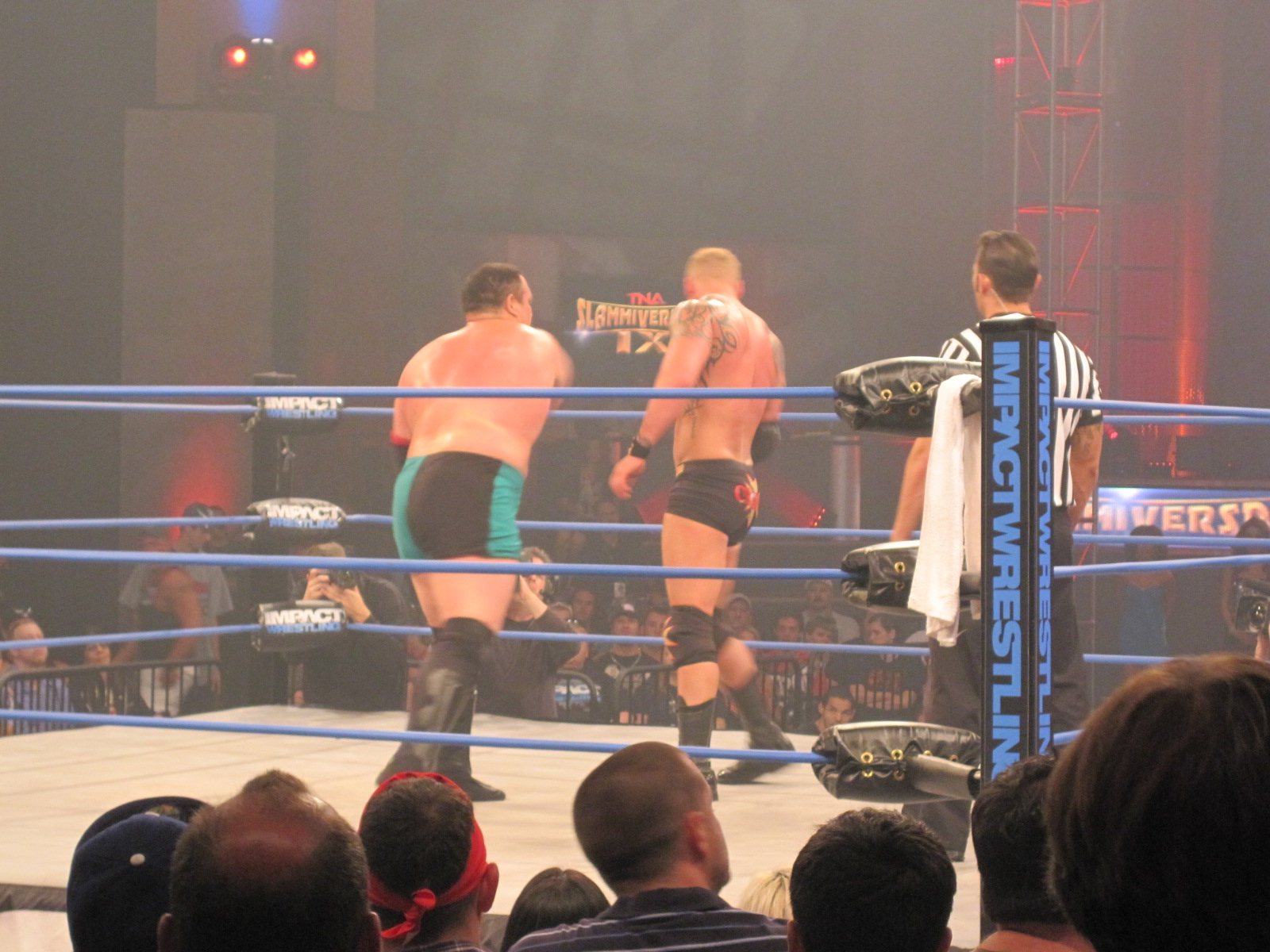
Joe frappant Crimson à Slammiversary IX.

Il participe ensuite au Bound for Glory Series, où il termine 4e du tournoi.
Le 10 juillet lors de Destination X, il perd contre Kazarian.
Le 11 septembre lors de No Surrender, il perd contre Matt Morgan. Le 16 octobre lors de Bound For Glory, il perd contre Crimson dans Triple Threat Match qui incluait aussi Matt Morgan.

#### Tag Team Champion avec Magnus et diverses rivalités (2012)
Le 8 janvier 2012 lors de Genesis, lui et Magnus perdent contre Matt Morgan et Crimson.
Le 12 février à Against All Odds, lui et Magnus remportent le TNA World Tag Team Championship en battant Matt Morgan et Crimson. Le 18 mars à Victory Road, ils conservent leurs titres contre Matt Morgan et Crimson. Le 15 avril lors de Lockdown, ils conservent leurs titres contre The Motor City Machine Guns (Alex Shelley et Chris Sabin) dans un match en cage.
Le 13 mai lors de Sacrifice, ils perdent leurs titres contre Christopher Daniels et Kazarian.
Le 10 juin de Slammiversary X, il perd contre Austin Aries et ne remporte pas le TNA X Division Championship. Lors de Destination X, il bat Kurt Angle.
Lors de l'Impact Wrestling Open fignt Night, il lance un défi au Pope et le remporte par soumission et remporte donc 10 points pour les BFG Series.
Le 12 août lors de Hardcore Justice, il perd contre A.J. Styles dans un Ladder Match qui comprenait aussi Kurt Angle et Christopher Daniels.

#### TNA Television Champion (2012-2013)
Lors d'Impact le 27 septembre, il bat Mr. Anderson pour devenir pour la première fois de sa carrière TNA TV Champion, faisant de lui le troisième TNA Grand Slam Champion.
Le 14 octobre lors de Bound for Glory, il bat Magnus et conserve son titre.
Le 11 novembre lors de Turning Point, il bat Magnus dans un No Disqualification Match et conserve son titre. 
Lors du Xplosion du 21 novembre, il bat Kazarian et conserve son titre. Lors du Xplosion du 5 décembre, il bat Kid Kash et conserve son titre.
Lors de Impact Wrestling du 6 décembre, il perd contre Devon à la suite de plusieurs interventions et perd son titre.
Le 9 décembre lors de Final Resolution, il gagne avec Kurt Angle, Garett Bischoff et Wes Brisco contre les Aces & Eights.
Le 12 janvier 2013 lors de One Night Only: X-Travaganza 2013, il perd contre Austin Aries. Dans la même soirée et lors d'un autre Pay-per-view (One Night Only: Joker's Wild 2013), Christopher Daniels et lui battent Chavo Guerrero et Rob Van Dam lors du premier tour du Joker Wild Tournament. Le soir même, lors de la finale, il perd contre James Storm dans une Gauntlet Battle Royal.
Le 10 mars lors de Lockdown, il gagne avec la Team TNA contre Aces & Eights.

#### Quintuple X Division Champion, The BDC et départ (2013-2015)
Il reprend sa carrière en solo à la suite de la dissolution de la Main Event Mafia. 
Le 20 octobre à Bound for Glory, il ne remporte pas le TNA X-Division Title, battu par Chris Sabin dans un Ultimate X Match qui incluait également Manik, Austin Aries et Jeff Hardy.
Le 21 novembre à Turning Point, il ne remporte pas le TNA World Heavyweight Championship, battu par Magnus.
Le 9 mars 2014 à Lockdown, il ne remporte pas le TNA World Heavyweight Championship, battu une nouvelle fois par Magnus.
Le 15 juin lors de Slammiversary XII, il ne devient pas challenger au TNA World Heavyweight Championship, battu par Lashley.
Le 26 juin à Destination, il gagne un match de championnant pour le TNA X Division Championship en battant Homicide et Tigre Uno dans un Triple Threat match.
Le 7 août, lors d'Impact!, il devient le champion X-Division, en battant Sanada et Low Ki dans un Three-Way Match.
Lors de Hardcore Justice, il conserve son titre en battant Low-Ki. Il laisse son titre vacant le 19 septembre à la suite d'une blessure.
Le 7 janvier 2015, il aide Lashley à remporter le TNA World Heavyweight Championship et rejoint ensuite un groupe de catcheur : The Beat Down Clan composé de MVP, Kenny King et Low Ki. Lors de Lockdown, ils perdent face à Team Angle (Kurt Angle, Austin Aries, Gunner et Lashley qui avait quitté le clan).
Le 17 février 2015, la TNA annonce son départ de la fédération.

#### Pro Wrestling Noah (2007, 2012)
Le 25 octobre 2007, il fait ses débuts à la fédération lors de Yokohoma Red Brickhouse, où il fait équipe avec Yoshihiro Takayama pour battre Mitsuharu Misawa et Takeshi Morishima. Le 22 juillet 2012, Magnus et lui battent Akitoshi Saito et Jun Akiyama et remportent les GHC Tag Team Championship,. Le 8 octobre, ils perdent leur titres contre KENTA et Maybach Taniguchi,.

### Retour à la Ring of Honor (2015)
Fin février, la Ring of Honor annonce son retour au sein de la fédération pour quatre spectacles au cours du mois de mars. Il fait son retour lors du pay-per-view 13th Anniversary Show, où il exprime sa volonté de reconquérir le titre et vient féliciter Jay Briscoe après son match pour sa victoire tout en le défiant du regard.  Le 27 mars, lors de Supercard of Honor IX, il perd contre Jay Briscoe et n'obtient pas le ROH World Championship. Il dispute son dernier match au sein de la fédération le 20 juin aux côtés d'A.J. Styles et bat les champions par équipe en titre The Addiction (Christopher Daniels et Frankie Kazarian).

### World Wrestling Entertainment (2015-2022)

#### Débuts àNXTet double champion de laNXT(2015-2017)

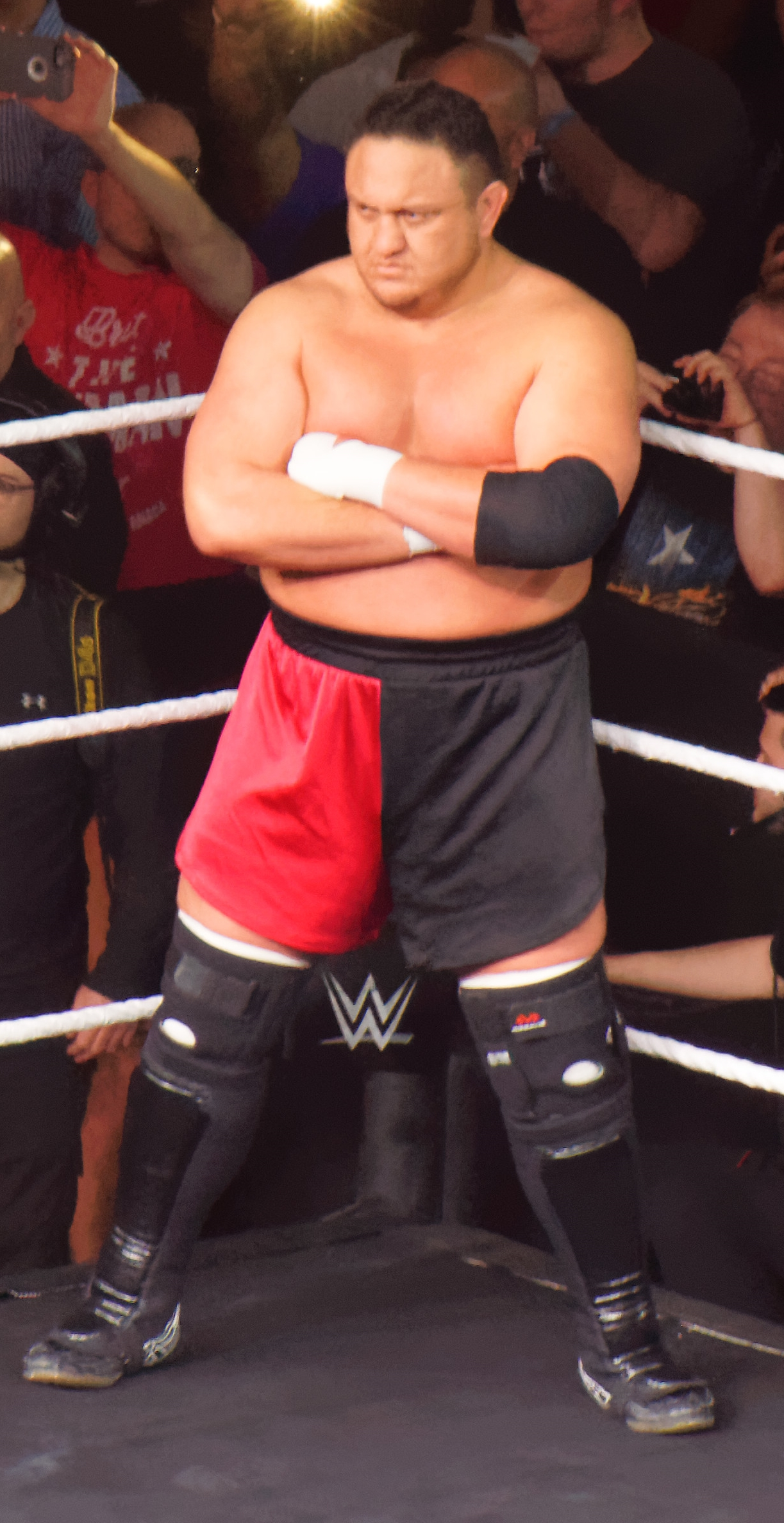
Joe lors de NXT TakeOver: Dallas, avant son match contre Finn Bálor.

Le 20 mai 2015 à NXT TakeOver: Unstoppable, il fait ses débuts à NXT en tant que Face, où il intervient après le match entre Kevin Owens et Sami Zayn pour le titre de la NXT, qui s'est terminé en No Contest, en confrontant le premier. 
Le 22 août à NXT TakeOver: Brooklyn, il dispute son premier match en battant Baron Corbin par soumission.  
Le 7 octobre à NXT TakeOver: Respect, Finn Bálor et lui font équipe et ensemble, les deux hommes battent les Revival (Dash Wilder et Scott Dawson) en demi-finale du tournoi Dusty Rhodes Tag Team Classic. Un peu plus tard dans la soirée, ils remportent le tournoi en battant Baron Corbin et Rhyno en finale. Le 4 novembre à NXT, après la conclusion en No Contest du match entre l'Irlandais et Apollo Crews pour le titre de la NXT, à la suite de l'intervention extérieure du Lone Wolf, il intervient, mais effectue un Heel Turn en portant une Clothesline et un Muscle Buster sur son désormais ex-partenaire. Le 16 décembre à NXT TakeOver: London, il ne remporte pas la ceinture, battu par son ancien équipier.
Le 1er avril 2016 à NXT TakeOver: Dallas, il ne remporte pas le titre, rebattu par son même adversaire. Le 20 avril lors d'un House Show, il devient le nouveau champion de la NXT en prenant sa revanche sur son rival, remportant le titre pour la première fois de sa carrière. Le 8 juin àNXT TakeOver: The End, il conserve son titre en rebattant l'Irlandais sous sa forme démoniaque et lui fait subir sa première défaite dans un Steel Cage match. 
Le 20 août à NXT TakeOver: Brooklyn II, il perd face à Shinsuke Nakamura, ne conservant pas son titre et mettant fin à un règne de 121 jours
Le 19 novembre à NXT TakeOver: Toronto, il redevient champion de la NXT en prenant sa revanche sur le Japonais, et devient le premier catcheur à gagner deux fois la ceinture. Le 3 décembre lors d'un House Show à Osaka, il reperd face au même adversaire, ne conservant pas son titre et mettant fin à un règne de 14 jours.

#### Débuts àRaw, diverses rivalités, course au titre Universel de la WWE et blessure (2017-2018)
Le 30 janvier 2017 à Raw, il fait ses débuts dans le show rouge en attaquant Seth Rollins, lors de la confrontation de ce dernier avec Triple H. Le 5 mars à Fastlane, il bat Sami Zayn par soumission. 
Le 30 avril à Payback, il perd face à The Architect. Le 4 juin à Extreme Rules, il devient aspirant n°1 au titre Universel de la WWE à Great Balls of Fire en battant Roman Reigns, Bray Wyatt, Finn Bálor et Seth Rollins par soumission dans un Fatal 5-Way Extreme Rules match.
Le 9 juillet à Great Balls of Fire, il ne remporte pas le titre Universel de la WWE, battu par Brock Lesnar. Le 20 août à SummerSlam, il ne remporte pas la ceinture, rebattu par son même adversaire dans un Fatal 4-Way Match, qui inclut également Braun Strowman et Roman Reigns.
Le 19 novembre aux Survivor Series, l'équipe Raw, dont il fait partie, bat celle de SmackDown dans un Man's 5-on-5 Traditional Survivor Series Elimination Tag Team match. 
Le 18 janvier 2018, il souffre d'une rupture du fascia plantaire, est contraint de déclarer forfait pour le Royal Rumble et doit s'absenter pendant 3 mois.

#### Draft àSmackDown Live, rivalité avec AJ Styles pour le titre de la WWE (2018-2019)
Le 17 avril 2018 à SmackDown Live, il fait son retour de blessure après 3 mois d'absence, et lors du Superstar Shake-Up, il est annoncé être officiellement transféré au show bleu. Il y dispute son premier match en battant Sin Cara par soumission. Le 27 avril au Greatest Royal Rumble, il ne remporte pas le titre Intercontinental de la WWE, battu par Seth Rollins dans un Fatal 4-Way Ladder Match, qui inclut également Finn Bálor et The Miz. Le 6 mai à Backlash, il perd face à Roman Reigns. Le 17 juin à Money in the Bank, il ne remporte pas la mallette, gagnée par Braun Strowman. 
Le 19 août à SummerSlam, il bat AJ Styles par disqualification, mais ne remporte pas le titre de la WWE. Pendant le combat, il parle à la femme et la fille de son adversaire en disant que son père va rentrer, et que si celui-ci ne peut pas, il deviendra son nouveau père. Avec ses propos, il provoque la colère du Phenomenal qui le fait passer à travers la barrière de sécurité et le tabasse à coups de chaise. Le 16 septembre à Hell in a Cell, il ne remporte pas le titre de la WWE, battu par le même adversaire, à la suite d'une erreur d'arbitrage.
Le 6 octobre à Super Show-Down, il ne remporte pas le titre de la WWE, battu par The Phenomenal par soumission dans un No Disqualification Match. Le 2 novembre à Crown Jewel, il ne remporte pas le titre de la WWE, battu par AJ Styles. Le 18 novembre aux Survivor Series, l'équipe SmackDown (Shane McMahon, Jeff Hardy, Rey Mysterio, The Miz et lui) perd face à celle de Raw (Braun Strowman, Bobby Lashley, Dolph Ziggler, Drew McIntyre et Finn Bálor) dans le 5-on-5 Traditional Survivor Series Man's Elimination Match.

#### Double champion des États-Unis de la WWE et retour àRaw(2019)
Le 27 janvier 2019 au Royal Rumble, il entre dans le Royal Rumble masculin en 8e position, élimine Big E, Curt Hawkins et No Way Jose, avant d'être lui-même éliminé par Mustafa Ali. Le 17 février à Elimination Chamber, il ne remporte pas le titre de la WWE, battu par "The New" Daniel Bryan dans un Elimination Chamber Match, qui inclut également AJ Styles, Jeff Hardy, Kofi Kingston et Randy Orton. Le 5 mars à SmackDown Live, il devient le nouveau champion des États-Unis de la WWE en battant Andrade, R-Truth et Rey Mysterio dans un Fatal 4-Way Match, remportant le titre pour la première fois de sa carrière. Le 10 mars à Fastlane, il conserve son titre en battant les mêmes adversaires dans la même stipulation.
Le 7 avril à WrestleMania 35, il conserve son titre en battant Rey Mysterio en moins d'une minute. Le 22 avril à Raw, lors du Superstar Shake-Up, il est annoncé être officiellement transféré au show rouge. Le 19 mai à Money in the Bank, il perd face au luchador, ne conservant pas son titre. Le 3 juin à Raw, à la suite d'une blessure à l'épaule, son adversaire est contraint de lui remettre le titre, le remportant pour la seconde fois. Le 23 juin à Stomping Grounds, il perd face à Ricochet, ne conservant pas son titre.
Le 14 juillet à Extreme Rules, il ne remporte pas le titre de la WWE, battu par Kofi Kingston.

#### Diverses rivalités, blessure, commentateur deRawet départ (2019-2021)
Le 8 octobre, il souffre d'une fracture du pouce et doit s'absenter pendant des semaines. Le 18 novembre à Raw, il devient commentateur du show rouge, aux côtés de Vic Joseph et Jerry Lawler, en remplacement de Dio Maddin. Le 30 décembre à Raw, il fait son retour de blessure et, pour la première fois de sa carrière, un Face Turn, en venant en aide à Kevin Owens, attaqué par Seth Rollins et les AOP.
Le 26 janvier 2020 au Royal Rumble, il entre dans le Royal Rumble masculin en 29e position, mais se fait éliminer par Seth Rollins. Le 20 février, il souffre d'une blessure à la tête lors d'une publicité commerciale et n'est pas autorisé à reprendre le catch. Le 23 février, il redevient commentateur de Raw, aux côtés de Byron Saxton et Vic Joseph, en remplacement de Jerry Lawler.
Le 15 avril 2021, la WWE résilie son contrat.

#### Retour àNXT, triple champion de laNXTet départ (2021-2022)
Le 15 juin 2021 à NXT, il fait son retour dans la brand jaune. William Regal lui propose de devenir GM de NXT, mais il refuse son offre une première fois, puis finit par changer d'avis. Le 22 août à NXT TakeOver 36, il redevient champion de la NXT en battant Karrion Kross, remportant le titre pour la troisième fois. Le 12 septembre, il annonce, sur les réseaux sociaux, souffrir d'une blessure de nature inconnue et est, malheureusement, contraint d'abandonner la ceinture.
Le 7 janvier 2022, la WWE résilie son contrat pour la seconde fois en un an.

### All Elite Wrestling (2022-...)

#### Débuts, champion du monde Television de la ROH, champion TNT et champion du monde de la AEW (2022-2024)
Le 2 avril 2022, il signe officiellement avec la All Elite Wrestling. Le 6 avril à Dynamite, il dispute son premier match, bat Max Caster et se qualifie pour le tournoi Owen Hart Foundation masculin. La semaine suivante à Dynamite, il devient le nouveau champion du monde Television de la ROH en battant Minoru Suzuki. Après le combat, il se fait attaquer par le nouveau catcheur, Satnam Singh et Jay Lethal qui effectue un Heel Turn.
Le 29 mai à Double or Nothing, il ne remporte pas la coupe Owen Hart, battu par Adam Cole en finale du tournoi masculin.
Le 9 novembre à Dynamite, il accompagne Wardlow et assiste à sa victoire sur Ariya Daivari. Après le combat, il effectue un Heel Turn, car il attaque le premier catcheur, lui porte un Coquina Clutch puis le défie dans un match pour le titre TNT,. Le 19 novembre à Full Gear, il devient le nouveau champion TNT en battant Powerhouse Hobbs et Wardlow dans un 3-Way match, remporte le titre pour la première fois de sa carrière et devient également double champion.
Le 4 janvier 2023 à Dynamite, il ne conserve pas sa ceinture, battu par Darby Allin. Le 1er février à Dynamite, il redevient champion TNT de la AEW, pour la seconde fois, en prenant sa revanche sur son même adversaire dans un No Holds Barred match. Le 5 mars à Revolution, il ne conserve pas sa ceinture, battu par Wardlow par soumission dans un match revanche.
Le 27 août à All In, il ne remporte pas le "Véritable" titre mondial de la AEW, battu par CM Punk. La semaine suivante à All Out, il conserve son titre mondial Television de la ROH en battant Shane Taylor par soumission.
Le 8 novembre à Dynamite, il conserve son titre en battant Keith Lee par soumission. Après le combat, il annonce abandonner la ceinture, car il cible un nouveau titre : celui de champion du monde de la AEW,. 9 soirs plus tard à Full Gear, MJF et lui conservent les titres mondiaux par équipes de la ROH en battant les Gunns. Le 30 décembre à Worlds End, il devient le nouveau champion du monde en battant MJF par soumission et remporte le titre pour la première fois de sa carrière.
Le 3 mars 2024 à Revolution, il conserve son titre en battant "Hangman" Adam Page et Swerve Strickland dans un 3-Way match.
Le 21 avril à Dynasty, il ne conserve pas sa ceinture, battu par son second adversaire dans un match revanche.

#### The Opps et champion du monde Trios (2024-...)
Le 5 juin à Dynamite, il effectue un Face Turn, s'allie officiellement avec HOOK et Katsuyori Shibata avec qui il forme un trio appelé The Opps. Le 30 juin à Forbidden Door, les trois catcheurs battent The Learning Tree (Chris Jericho et Big Bill) et Jeff Cobb dans un Trios match.
Le 16 avril 2025 à Dynamite, Powerhouse Hobbs, qui remplace HOOK blessé, le catcheur japonais et lui deviennent les nouveaux champions du monde Trios en battant Death Riders (Jon Moxley, Claudio Castagnoli et Wheeler Yuta) par soumission dans la même stipulation et remportent les titres pour la première fois de leurs carrières. Le 25 mai à Double or Nothing, Kenny Omega, Swerve Strickland, Willow Nightingale et eux battent les Young Bucks, Marina Shafir et leurs mêmes adversaires dans un Anarchy in the Arena match.
Le 12 juillet à All In, ils conservent leurs titres en rebattant le catcheur suisse, l'ancien triple champion Pure de la ROH et en battant Gabe Kidd dans un Trios match.

### Retour à la Ring of Honor (2022-...)
Le 1er avril 2022 à Supercard of Honor XV, il fait son retour à la Ring of Honor, en tant que Face, en venant en aide à Jonathan Gresham, attaqué par Jay Lethal et Sonjay Dutt après avoir battu Bandido pour le titre mondial de la ROH.
Le 23 juillet à ROH Death Before Dishonor 2022, il conserve son titre Television de la ROH en battant Jay Lethal.
Le 10 décembre à Final Battle, il conserve son titre en battant Juice Robinson.

## Palmarès
- All Elite Wrestling
  - 1 fois champion du monde de la AEW
  - 2 fois champion TNT de la AEW
- Ballpark Brawl
  - 1 fois Natural Heavyweight Champion[169]
- Extreme Wrestling Federation
  - Xtreme 8 Tournament en 2006[170]
- Independent Wrestling Association Mid-South
  - Revolution Strong Style Tournament en 2004[171]
- Pro Wrestling Noah
  - 1 fois GHC Tag Team Championship avec Magnus
- Pro Wrestling Zero1-Max
  - 1 fois NWA Intercontinental Tag Team Championship avec Keiji Sakota[172]
- Pure Wrestling Association
  - 1 fois PWA Pure Wrestling Champion[170]
- Ring of Honor
  - 1 fois ROH World Champion (règne le plus long depuis 2003)[173]
  - 1 fois champion du monde de la télévision de la ROH (règne le plus long)
  - 1 fois ROH Pure Champion en 2005[174]
  - 7e ROH Triple Crown Champion
- Total Nonstop Action Wrestling
  - 1 fois TNA World Heavyweight Champion
  - 2 fois TNA World Tag Team Champion en solo (1) et Magnus (1)
  - 5 fois TNA X Division Champion
  - 1 fois TNA Television Champion
  - 3e Triple Crown Champion
  - 3e Grand Slam Champion
  - Super X Cup (2005)[170]
  - Mr. TNA (2006)
  - Mr. X Division
  - TNA Turkey Bowl (2007)[170]
  - King of the Mountain (2008)[170]
  - Feast or Fired (2009 – TNA World Heavyweight Championship contrat)
  - Maximum Impact Tournament (2011)
  - Wild Card Tournament (2011) avec Magnus
- Twin Wrestling Entertainment
  - 1 fois TWE Heavyweight Champion[170]
- Ultimate Pro Wrestling
  - 1 fois UPW Heavyweight Champion[175]
  - 1 fois UPW No Hold Barred Champion[176]
- United Independent Wrestling Alliance
  - 2 fois UIWA Tag Team Champion[171]
- World Wrestling Entertainement
  - 3 fois Champion de la NXT
  - 2 fois Champion des États-Unis de la WWE
  - Dusty Rhodes Tag Team Classic (2015) avec Finn Bálor

## Récompenses des magazines
- Pro Wrestling Illustrated

| Année | 2001       | 2002       | 2003 | 2004 | 2005 | 2006 | 2007 | 2008 | 2009 | 2010 |
| ----- | ---------- | ---------- | ---- | ---- | ---- | ---- | ---- | ---- | ---- | ---- |
| Rang  | 314        | 230        | 155  | 34   | 22   | 4    | 12   | 4    | 29   | 31   |
| Année | 2011       | 2012       | 2013 | 2014 | 2015 | 2016 | 2017 | 2018 | 2019 | 2020 |
| Rang  | 42         | 51         | 41   | 31   | 46   | 14   | 7    | 23   | 11   | 207  |
| Année | 2021       | 2022       | 2023 | 2024 |      |      |      |      |      |      |
| Rang  | Non classé | Non classé | 14   | 11   |      |      |      |      |      |      |

- Wrestling Observer Newsletter
  - Meilleur bagarreur en 2005 et en 2006[178]
  - Most Outstanding Wrestler en 2005[179]
  - Best Worked Match Of The Year vs. Kenta Kobashi en 2005[180]

- Matchs 5 étoiles de Samoa Joe
  - 5 Star Match (2004) vs. CM Punk à ROH Joe vs. Punk II le 16 octobre
  - 5 Star Match (2005) vs. AJ Styles & Christopher Daniels à TNA Unbreakable le 11 septembre
  - 5 Star Match (2005) vs. Kenta Kobashi à ROH Joe vs. Kobashi le 1er octobre

## Vie privée
Il est marié depuis 2007 avec une femme prénommée Jessica.